# Karen Riveros
Karen Riveros, född 4 december 1994, är en paraguayansk simmare. 
Riveros tävlade för Paraguay vid olympiska sommarspelen 2012 i London, där hon blev utslagen i försöksheatet på 100 meter frisim. Vid olympiska sommarspelen 2016 i Rio de Janeiro blev Riveros utslagen i försöksheatet på samma distans.